# Lindsaea yaeyamensis
Lindsaea yaeyamensis är en ormbunkeart som beskrevs av Tag. Lindsaea yaeyamensis ingår i släktet Lindsaea och familjen Lindsaeaceae. Inga underarter finns listade.